# Deadline (magazyn)
Deadline – brytyjski magazyn komiksowy publikowany w okresie między 1988 a 1995.
Utworzony przez artystów innego brytyjskiego magazynu, 2000 AD, Bretta Ewinsa i Steve’a Dillona, Deadline to mieszanka komiksów i artykułów skierowanych do starszych czytelników. Chociaż wyglądał podobnie do takich magazynów jak Crisis, Revolver i Toxic!, które pojawiły się w okresie największego rozkwitu magazynów, Deadline sam zdołał się utrzymać dłużej niż kilka pierwszych wydań i miał wpływ na kulturę masową poza branżą komiksową. Deadline był publikowany przez Deadline Publications Ltd.

## Historia
Czasopismo powstało dzięki wcześniejszej publikacji Strange Days, cyklu komiksów autorstwa Ewinsa, Brendana McCarthy’ego i Petera Milligana.
Znaczna część materiałów nie zawierających treści komicznych skupiała się na muzyce alternatywnej i niezależnej. W połączeniu z kontrowersyjnym charakterem wielu komiksów magazyn miał wydźwięk kontrkulturowy oraz styl post punkowy.
Magazyn był finansowany przez jego właściciela Toma Astora (wnuka Nancy Astor), a początkowo redagowany przez Steve’a Dillona i Bretta Ewinsa, zanim redaktorem został Dave Elliott, a następnie Si Spencer i w końcu Frank Wynne (były członek redakcji magazynu Crisis, a następnie tłumacz Michela Houellebecqa). Oprócz publikowania oryginalnych materiałów, Alliott i Wynne wprowadzili także publikację przedruków amerykańskich alternatywnych komiksów, takich jak Love and Rockets, Flaming Carrot Boba Burdena oraz części komiksów Milk and Cheese Evana Dorkina. Elliott również zapewnił, że treści z czasopisma będą ponownie wydane w Stanach Zjednoczonych przez wydawnictwo Dark Horse Comics jako magazyn Deadline USA.
Deadline cieszył się popularnością wśród tych, którzy zwykle nie kupowali komiksów oraz wsparciem ze strony kilku kluczowych zespołów tamtych czasów, na przykład zespół Blur regularnie pojawiał się w serii komiksów Tank Girl, natomiast na okładkach widniały takie zespoły jak Ride, Curve, Carter USM i Senseless Things. Jednak komercyjna porażka filmu Tank Girl i przejście z muzyki alternatywnej do popularnej (w czasach nurtu muzycznego Brit pop) sprawiły, że magazyn ostatecznie zakończył działalność pod koniec 1995 roku.
Pod koniec 2000 roku Alan Grant redagował czasopismo Wasted, które swój styl i idee zawdzięcza Deadline’owi publikowanemu w poprzedniej dekadzie.

### Wybrane serie komiksów publikowanych w Deadline
- Tank Girl, stworzony przez artystę Jamiego Hewletta i pisarza Alana Martina
- Wired World autorstwa Philipa Bonda
- Planet Swerve autorstwa Glyn Dillon i Alana Martina
- Hugo Tate autorstwa Nicka Abadzisa
- Cheeky Wee Budgie Boy stworzony i napisany przez Jona Beestona, narysowany przez Beestona and Philipa Bonda
- Timulo autorstwa D’Israeli’ego
- A-Men autorstwa Shaky’ego Kane
- Space Boss autorstwa Shaky’ego Kane
- Johnny Nemo  autorstwa Petera Milligana
- kilka wcześniejszych prac autorstwa Ala Columbia
- Box City, Ruby Chan  autorstwa Rachael Ball